# Hemaris dentata
Hemaris dentata là một loài bướm đêm thuộc họ Sphingidae. Loài này có ở phía nam Thổ Nhĩ Kỳ as far phía tây as the Toros Mountains.
Sải cánh khoảng 36–45 mm. Đây là một loài sống ban ngày. Cá thể trưởng thành mọc cánh từ giữa tới cuối tháng 7 làm một đợt per year.
Ấu trùng có lẽ ăn các loài Lonicera.